# Parafia św. Katarzyny w Przemykowie
Parafia Świętej Katarzyny w Przemykowie – parafia rzymskokatolicka, znajdująca się w diecezji kieleckiej, w dekanacie kazimierskim.